# Soulangy
Soulangy és un municipi francès situat al departament de Calvados i a la regió de Normandia. L'any 2007 tenia 268 habitants.

## Demografia

### Població
El 2007 la població de fet de Soulangy era de 268 persones. Hi havia 94 famílies de les quals 8 eren unipersonals (8 dones vivint soles i 8 dones vivint soles), 45 parelles sense fills, 37 parelles amb fills i 4 famílies monoparentals amb fills.
La població ha evolucionat segons el següent gràfic:
Habitants censats

### Habitatges
El 2007 hi havia 102 habitatges, 98 eren l'habitatge principal de la família, 2 eren segones residències i 2 estaven desocupats. Tots els 101 habitatges eren cases. Dels 98 habitatges principals, 91 estaven ocupats pels seus propietaris, 5 estaven llogats i ocupats pels llogaters i 2 estaven cedits a títol gratuït; 2 tenien dues cambres, 11 en tenien tres, 14 en tenien quatre i 70 en tenien cinc o més. 80 habitatges disposaven pel capbaix d'una plaça de pàrquing. A 36 habitatges hi havia un automòbil i a 59 n'hi havia dos o més.

### Piràmide de població
La piràmide de població per edats i sexe el 2009 era:
| Homes | Edats   | Dones |
| ----- | ------- | ----- |
| 0     | 95 o +  | 0     |
| 0     | 90 a 94 | 0     |
| 0     | 85 a 89 | 0     |
| 0     | 80 a 84 | 0     |
| 0     | 75 a 79 | 0     |
| 8     | 70 a 74 | 0     |
| 0     | 65 a 69 | 4     |
| 12    | 60 a 64 | 12    |
| 12    | 55 a 59 | 4     |
| 8     | 50 a 54 | 8     |
| 8     | 45 a 49 | 12    |
| 12    | 40 a 44 | 12    |
| 16    | 35 a 39 | 16    |
| 12    | 30 a 34 | 8     |
| 8     | 25 a 29 | 8     |
| 8     | 20 a 24 | 16    |
| 4     | 15 a 19 | 4     |
| 12    | 10 a 14 | 8     |
| 12    | 5 a 9   | 0     |
| 16    | 0 a 4   | 12    |

## Economia
El 2007 la població en edat de treballar era de 167 persones, 128 eren actives i 39 eren inactives. De les 128 persones actives 117 estaven ocupades (67 homes i 50 dones) i 11 estaven aturades (1 home i 10 dones). De les 39 persones inactives 17 estaven jubilades, 12 estaven estudiant i 10 estaven classificades com a «altres inactius».

### Ingressos
El 2009 a Soulangy hi havia 99 unitats fiscals que integraven 257 persones, la mediana anual d'ingressos fiscals per persona era de 20.263 €.

### Activitats econòmiques
Dels 7 establiments que hi havia el 2007, 1 era d'una empresa extractiva, 2 d'empreses de fabricació d'altres productes industrials, 2 d'empreses de construcció, 1 d'una empresa de transport i 1 d'una empresa de serveis.
Dels 2 establiments de servei als particulars que hi havia el 2009, 1 era una fusteria i 1 electricista.
L'any 2000 a Soulangy hi havia 12 explotacions agrícoles que ocupaven un total de 882 hectàrees.

## Equipaments sanitaris i escolars
El 2009 hi havia una escola elemental integrada dins d'un grup escolar amb les comunes properes formant una escola dispersa.

## Poblacions més properes
El següent diagrama mostra les poblacions més properes.